# Shaka Zulu: The Citadel
Shaka Zulu: The Citadel es un telefilme estadounidense de drama de 2001, dirigido por Joshua Sinclair, que a su vez lo escribió junto a Marie-Louise Sinclair, musicalizado por Charles Olins y Mark Ryder, en la fotografía estuvo Gianlorenzo Battaglia, los protagonistas son David Hasselhoff, Karen Allen y Henry Cele, entre otros. Este largometraje se estrenó el 11 de diciembre de 2001.

## Sinopsis
Shaka era un gran combatiente en los tiempos del colonialismo, y también llegó a gobernar a los zulúes, a los que transformó en un ejército muy poderoso, gracias a sus mejoras en las estrategias de batalla y de armamento.